# Yiinthi gallonae
Yiinthi gallonae là một loài nhện trong họ Sparassidae.
Loài này thuộc chi Yiinthi. Yiinthi gallonae được Hugh Davies miêu tả năm 1994.